# Dipoena variabilis
Dipoena variabilis là một loài nhện trong họ Theridiidae.
Loài này thuộc chi Dipoena. Dipoena variabilis được Eugen von Keyserling miêu tả năm 1886.